# Gladice Keevil
Gladice Georgina Keevil o Gladice G. Rickford (Londres, 1884 – 1959) fue una sufragista británica que se desempeñó como jefa de la oficina de las Tierras Medias de la Unión Social y Política de las Mujeres (WSPU por sus siglas en inglés) entre 1908 y 1910.

## Trayectoria
Keevil nació y vivió su infancia en Cricklewood Farm en Cricklewood. Se educó en el Cricklewood Kindergarten (donde ganó un premio por modelado en arcilla en 1891) y en Cricklewood High School, en la Frances Buss School de Camden, y en la Lambeth School of Art. Trabajó como institutriz en Francia y en los Estados Unidos antes de regresar a Gran Bretaña en 1907. Se casó en 1913, convirtiéndose en la señora Rickford.
Después de unirse a la WSPU en septiembre de 1907, fue empleada como directora de las Tierras Medias como Organizadora Nacional en 1908. Abrió una oficina central de WSPU Midlands en Birmingham, donde trabajó con Bertha Ryland (hija de Alice Ryland) y Laura Aimsworth, y organizó la campaña durante las elecciones parciales de Wolverhampton en 1908. Fue una oradora clave en las manifestaciones de apoyo al sufragio femenino en Heaton Park (julio de 1908), Hyde Park (1908) y Belfast (1910).

Fue una de las doce mujeres que fueron arrestadas después de caminar en fila india por las calles hacia la Cámara de los Comunes del Reino Unido con la activista Emmeline Pankhurst en febrero de 1908 "para presentar una petición de la Conferencia en Caxton Hall, y ante la negativa de las autoridades a tratar a los atacantes de las sufragistas como delincuentes de primera clase". Keevil fue detenida junto con Pankhurst y otras mujeres y fue acusada de resistencia y obstrucción a las autoridades.
La Sra. Pankhurst, la Srta. Annie Kenney y las otras ocho mujeres sufragistas que fueron arrestadas el jueves por intentar llegar a la Cámara del Parlamento fueron llevadas ayer ante el Sr. Horace Smith en el Tribunal de Policía de Westminster. Fueron acusadas de resistir y obstruir a la policía.
La Srta. Kenney y la Sra. Baldock, contra las que se dictaron condenas anteriores, fueron multadas con 5 libras esterlinas cada una, con la alternativa de un mes de prisión en la segunda división. A la Sra. Pankhurst y a las demás acusadas se les ordenó que encontraran fianzas de 20 libras esterlinas para que se comportaran bien durante doce meses, o que fueran a prisión durante seis semanas en la segunda división. Las diez mujeres eligieron ir a la cárcel".

## Reconocimiento

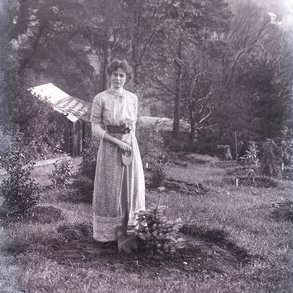
Keevil siendo homenajeada en 1910

En 1910, Keevil fue invitada a la Eagle House en Somerset donde se plantó un árbol en su honor. Muchas personas importantes del movimiento sufragista fueron invitadas a quedarse en la casa de los padres de Mary Blathwayt y a plantar un árbol para recuperarse y celebrar una sentencia de prisión. Los árboles fueron conocidos como "El arboreto de Annie" por Annie Kenney. Keevil fue invitada a Eagle House varias veces. La madre de Blathwayt la consideraba una de las mejores sufragistas. Los Blathwayt se pelearon con el movimiento cuando los políticos fueron atacados. El movimiento del WSPU se dividió en torno a la autoridad exigida por Emmeline y Christabel Pankhurst y sus crecientes demandas de extremismo, y se cree que Keevil se marchó hacia 1911. Keevil se casó en 1913 y se fue a vivir a Burpham en la década de 1940, donde crio a tres hijos. Murió en 1959.